# Естерификација
Естрификација је хемијска реакција која се јавља између киселина (углавном карбоксилних) и алкохола (шире: једињењима која садрже хидроксилну групу) услед које настају естри. Реакција се одвија у киселој средини и приликом процеса настаје вода.
- На пример естрификација карбоксилне киселине у вишку етанола и присуству сумпорне киселине услед које настаје један естар (етил ацетат).

 (у присуству концентроване сумпорне киселине)